# Лютоль-Мокри
Лютоль-Мокри (пол. Lutol Mokry, нім. Naßlettel) — село в Польщі, у гміні Тшцель Мендзижецького повіту Любуського воєводства.
Населення — 218 осіб (2011).
У 1975-1998 роках село належало до Гожовського воєводства.

## Демографія
Демографічна структура станом на 31 березня 2011 року:
|          | Загалом | Допрацездатний вік | Працездатний вік | Постпрацездатний вік |
| -------- | ------- | ------------------ | ---------------- | -------------------- |
| Чоловіки | 118     | 24                 | 81               | 13                   |
| Жінки    | 100     | 14                 | 55               | 31                   |
| Разом    | 218     | 38                 | 136              | 44                   |